# The Sound
The Sound — британская постпанк-группа 80-х. Образовалась в 1979 году в Южном Лондоне из панк-группы The Outsiders.

## История
В оригинальный состав группы входили Эдриан Борланд (вокал, гитара), Грэхем Бейли (бас), Майкл Дадли (ударные) и Би Маршалл (клавишные, саксофон, кларнет). В 1979 группа подписала контракт с небольшим лейблом Korova Records на запись трёх альбомов. Дебютный альбом назывался «Jeopardy». Будучи записан на весьма скромные средства, он получил благоприятные отзывы от музыкальной прессы.
К выходу второго LP «From the Lions Mouth» в группе появился новый клавишник — Макс Майерс. Впоследствии критики признали его лучшим альбомом в дискографии The Sound. Но обе пластинки продавались неважно, что вызывало недовольство звукозаписывающей компании. Лейбл подталкивал Борланда и его товарищей к выпуску коммерчески успешного третьего альбома. Группа ответила записью «All Fall Down», который звучал мрачно и отстранённо. В результате отношения с лейблом испортились окончательно.
В начале 80-х группа активно гастролировала по всей Европе и Соединённому Королевству. Как их современники, The Comsat Angels(c которыми они провели совместный тур в 1981) группа имела возможно свой самый большой успех в Голландии. The Sound записали несколько радио-сессий у известного диджея Джона Пила и исполнили сингл «Sense Of Purpose» на ТВ-шоу Old Grey Whistle Test (приблизительно 1981) Также в 1983 и 1984 они сделали два коротких тура по США.
После «All Fall Down» группа прекратила отношения с Korova. В 1984 они подписали контракт с маленьким независимым лейблом Statik. Уже в следующем году вышел EP «Shock of Daylight» и студийный альбом «Heads and Hearts». Концертная деятельность продолжилась, потому как группа не оставляла надежд расширить свою аудиторию. В 1985 году у Эдриана Борланда стали проявляться признаки душевного заболевания, которое усугублялось неудачами в его карьере.
Вскоре после выпуска двойного концертника «In the Hothouse» в 1986, Statik был признан банкротом. Группа выпустила ещё один альбом «Thunder Up» на маленьком бельгийском лейбле Play It Again Sam. Испанские гастроли 1987 года были прерваны из-за нервного срыва, случившегося у Борланда. В начале 1988 года музыканты приняли решение о роспуске группы.

## После распада
Graham Bailey переехал в Новый Орлеан, прожив там 16 лет, до своего возвращения в Англию в 2007. Max Mayers умер в 1993 от заболевания, связанного со СПИДом. Mike Dudley оставил музыкальную деятельность, живя и работая в Южном Лондоне.
После распада The Sound Борланд начал сольную карьеру руководя группами White Rose Transmission и Honolulu Mountain Daffodils (выступая в них под псевдонимом Joachim Pimento). Так и не сумев одолеть депрессию, Борланд совершил самоубийство 26 апреля 1999 года, бросившись под поезд.
Многие говорили, что The Sound не получили того признания, которого они заслуживали. Тем не менее группу можно поставить в один ряд с Joy Division, Echo & the Bunnymen и Magazine.

## Дискография

### Студийные альбомы
- Jeopardy (Korova, 1980)
- From the Lions Mouth (Korova, 1981)
- All Fall Down (Warner Bros. [WEA], 1982)
- Heads and Hearts (Statik, 1985)
- Thunder Up (PIAS, 1987)

### Синглы
- Physical World (Torch, 1979)
- Heyday (b/w «Brute Force») 7" (Korova, 1980)
- Live Instinct EP (Korova [Holland only], 1981)
- Sense Of Purpose 7"/12" (b/w «Point Of No Return», «Coldbeat») (Korova, 1981)
- Hothouse (b/w «New Dark Age» [live in Holland]) 7" (Korova, 1982)
- Counting the Days (b/w «Dreams Then Plans») 7" (Statik, 1984)
- One Thousand Reasons 7"/12" (b/w «Blood And Poison», «Steel Your Air») (Statik, 1984)
- Shock of Daylight EP (A&M [U.S.]/ Statik, 1984) (contained on the CD reissue of Heads and Hearts)
- Temperature Drop (b/w «Oiled») 7" (Statik, 1985)
- Under You (b/w «Total Recall») 7" (Statik, 1986)
- Hand of Love 7"/12" (b/w «Fall Of Europe», «Such A Difference») (Play It Again Sam, 1987)
- Iron Years 7"/12" (b/w «Fall Of Europe», «I Give You Pain (live)») (Play It Again Sam, 1987)

### Сборники, концертные альбомы
- Counting The Days CD (Statik, 1986; best-of compilation)
- In The Hothouse 2xLP (Statik, 1986; live at The Marquee in London, Aug. 27&28, 1985) (reissued twice, each time on 1 CD)
- Propaganda (Sound album) CD (Renascent, 1999; 1979 studio session)
- The BBC Recordings 2xCD (Renascent, 2004; live 1980-85)
- Dutch Radio Recordings (Vols. 1 — 5) (live 1980-85) (2006, Renascent)